# Reine Sosso
Reine Sosso (19 de março de 1993) é uma futebolista camaronesa que atua como goleira.

## Carreira
Reine Sosso integrou o elenco da Seleção Camaronesa de Futebol Feminino, nas Olimpíadas de 2012, como goleira reserva. 